# Soy Luna
Soy Luna (pol. dosł. Jestem Luna) – argentyńska telenowela, która pojawiła się na ekranach 14 marca 2016 roku. Producentem serialu jest argentyński koncern telewizyjny Pol-ka, – ten sam, który wyprodukował telenowelę Violetta, a twórcą: Disney Channel Latin América we współpracy z Disney Europe i Middle East & Africa (EMEA).
Polska premiera miała miejsce 16 maja 2016 roku o 18:00 w Disney Channel. Premiera drugiego sezonu w Polsce nastąpiła 18 września 2017 roku o 19:30 w Disney Channel.

## Informacje o serialu
W serialu występuje międzynarodowa obsada, na czele z meksykańską aktorką Karol Sevilla w roli Luny oraz włoskim aktorem i gwiazdą Disney Channel Ruggero Pasquarellim. Serial miał swoją premierę w Disney Channel w całej Ameryce Łacińskiej i Europie w 2016 roku. Soy Luna ma łączyć w sobie komedię, dramat i romans, zawierać wiele tajemnic i oryginalną muzykę. Grają w nim Meksykanin Michael Ronda, argentyńscy aktorzy Valentina Zenere, Agustín Bernasconi, Lionel Ferro, Carolina Kopelioff, Katja Martínez, Chiara Parravicini i Malena Ratner, a także Hiszpanka Ana Jara oraz Chilijczyk Jorge López. Produkcja serialu – składającego się z 80 odcinków po 45 minut – rozpoczęła się latem 2015 roku. Reżyserami są Jorge Nisco i Martín Sabán.
7 lutego 2016 roku została wyemitowana krótka, bo siedmiominutowa zapowiedź serialu – Soy Luna: Asi comienza la historia (pol. Soy Luna: Tak zaczyna się historia...). 6 marca 2016 roku została wyemitowana 24-minutowa zapowiedź serialu. Serial miał swoją premierę 14 marca 2016 roku.
Serial został przedłużony o drugi sezon, którego premiera miała miejsce dnia 17 kwietnia 2017 na Disney Channel w Ameryce Łacińskiej.
W 2017 roku Disney Channel Latin América oficjalnie potwierdził produkcję sezonu trzeciego, którego premiera miała miejsce dnia 16 kwietnia 2018 na Disney Channel w Ameryce Łacińskiej.

## Fabuła

### Sezon 1
Luna (Karol Sevilla) jest nastolatką z Meksyku, która szczęśliwie jedzie przez życie na wrotkach. Jak każda dziewczyna w jej wieku, mieszka wraz ze swoją rodziną, chodzi do szkoły i ma swoją grupę znajomych. Ma również pracę jako dostawca w restauracji typu fast food. Luna spędza większość swojego czasu na wrotkach na nabrzeżu swego ukochanego miasta, słuchając piosenek skomponowanych przez jej najlepszego przyjaciela, Simóna (Michael Ronda). Ale jej życie przybiera jednak niespodziewany obrót, gdy jej rodzice otrzymują propozycję niemożliwą do odrzucenia..., jutro rodzina Valente musi opuścić swój ukochany dom i przenieść się do innego kraju, do Argentyny. Luna musi przystosować się do nowego życia, nowych przyjaciół i nowej szkoły, gdzie spotyka się świat luksusu i elit, który niewiele ma z nią wspólnego. Luna szuka schronienia w swojej jeździe na wrotkach, a przez nie odkrywa tor wrotkarski, Jam & Roller, który oferuje jej nowy wszechświat na kołach. Podczas tego nowego etapu w swoim życiu Luna rozwija swoją pasję do jazdy i tańca na wrotkach oraz odkrywa drogę do nowych przyjaciół i pierwszej miłości, którą znajduje w osobie zupełnie innej od niej samej, Matteo (Ruggero Pasquarelli). Na przeszkodzie stoi jednak najpopularniejsza dziewczyna w szkole i dziewczyna Matteo, Ámbar (Valentina Zenere), która za wszelką cenę chce uczynić życie Luny niemożliwym. Również podczas rozwijania swych pasji, Luna może być o krok od odkrycia swojej prawdziwej tożsamości.

### Sezon 2
Po skończonych wakacjach wszyscy wracają na kolejny rok w Blake South Collage, ale to nie wszystko, ponieważ Tamara, administratorka Jam&Roller, opuszcza wrotkowisko, a jej miejsce ma zająć tajemnicza Juliana, która ma być również trenerką Luny i jej przyjaciół. W rezydencji jest napięcie, ponieważ Sharon odkryła prawdę o Sol Benson i zrobi wszystko, aby Luna nie poznała swojej prawdziwej tożsamości. Czy tajemnica wyjdzie na jaw? Jak potoczą się losy związku Luny i Matteo?

### Sezon 3
Luna w końcu odkryła prawdę o Sol Benson, ale to nie ułatwiło niczego. Zbliża się dla niej  sprawdzian dorosłości.  Ámbar  upokarza ją jeszcze bardziej. Luna jest na ostatnim roku w Blake i musi postanowić co będzie robić, gdy skończy szkołę. Jak by tego było mało Simón bardzo zbliżył się do Ámbar...

## Bohaterowie
- Luna Valente / Sol Benson (Karol Sevilla) – jest sympatyczną, pełną zapału nastolatką. Uwielbia jazdę na wrotkach, a jej marzeniem jest zostanie profesjonalną wrotkarką. Jej drugą pasją jest śpiew. Pochodzi z Meksyku.
- Matteo Balsano (Ruggero Pasquarelli) – jest Włochem, ale mieszka w Argentynie. Z początku jest zarozumiały, a nawet trochę samolubny, ale zakochuje się w o rok młodszej od siebie Lunie. Ona nie przepada za nim, jednak w końcu odwzajemnia jego miłość i zostają parą.
- Ámbar Smith (Valentina Zenere) – to mściwa i zarozumiała dziewczyna. Nie znosi Luny, ponieważ ta wtargnęła w jej życie i zabrała jej chłopaka. Ámbar  jest zaawansowaną wrotkarką, lubi modę. Jest wychowywana przez chrzestną matkę.
- Simón Álvarez (Michael Ronda) – najlepszy przyjaciel Luny. Jego pasją jest pisanie piosenek i gra na gitarze. Kiedy Luna zbliżyła się bardzo do Matteo był o nią zazdrosny, ale później zrozumiał, że Luna i Matteo są dla siebie stworzeni.
- Nina Simonetti (Carolina Kopelioff) – najlepsza przyjaciółka Luny. Jest nieśmiała, ale Luna pomogła jej tą wadę przezwyciężyć. Bardzo lubi się uczyć. Kiedyś prowadziła blog.
- Gastón Perida (Agustín Bernasconi) – najlepszy przyjaciel Matteo. Lubi czytać i oglądać filmy. Kiedy dowiedział się, że Nina to FelicityForNow, jego idolka, zakochał się w niej a ona później odwzajemniła jego miłość.
- Jimena „Jim” Medina (Ana Jara Martinez) – pełna wigoru nastolatka. Kocha tańczyć i jeździć na wrotkach. Jest Hiszpanką, a jej najlepsza przyjaciółka to Yam.
- Yamila „Yam” Sánchez (Chiara Parravicini) – Yam uwielbia projektować stroje. Ona i Jim są nazywane papużkami nierozłączkami. Zakochuje się (z wzajemnością) w Ramiro.
- Ramiro Ponce (Jorge López) – jest Chilijczykiem. Jego pasją jest hip-hop i rap, ale oprócz tego dobrze jeździ na wrotkach. Na początku dokucza Yam, ale później się w niej zakochuje, a jakiś czas później zostają parą.
- Nicolas „Nico” Navarro (Lionel Ferro) – pracownik Jam&Roller. Razem z Pedro i Simónem założył zespół muzyczny RollerBand. W tym samym czasie zakochał się w Jim, nie wiedząc, że ona czuje do niego to samo. Wkrótce zostali parą.
- Pedro Arias (Gastón Vietto) – pracownik Jam&Roller. Lubi grać na perkusji. Na początku podoba mu się Tamara, ale później zostaje parą z Delfi.
- Delfina „Delfi” Alzamendi (Marlena Ratner) – uwielbia modę, wraz z Jazmin prowadzi modowy videoblog „Styl&Szyk”. Kiedyś podobał jej się Gastón, ale później zakochała się w Pedro.
- Jazmín Carbajal (Katja Martinez) – Jazmin interesuje się modą, jednak tak samo jak Delfi pełni rolę Ámbar na posyłki. Jazmin podoba się Simón, jednak on uważa ją tylko za przyjaciółkę.
- Sharon Benson (Lucila Gandolfo) – milionerka, która zatrudniła rodziców Luny w rezydencji. Kiedy dowieduje się, że córka jej pracowników jest jej siostrzenicą postanawia ukryć przed nią tajemnicę. Jest nękana wyrzutami sumienia, ponieważ kiedyś niechcący wywołała pożar w rezydencji, przez co zginęła jej siostra Lilly.
- Reinaldo „Rey” Gutiérrez (Rodrigo Pedreira) – pełni rolę Sharon na posyłki. Zbierał dane o Sol Benson i pomagał Sharon ją odnaleźć.
- Miguel Valente (David Muri) – ojciec Luny. Jest szefem personelu w posiadłości rodziny Bensonów.
- Monica Valente (Ana Carolina Valsagna) – Matka Luny. Jest kucharką w rezydencji.
- Tino Alcaraz (Diego Sassi Alcalá) – przez pewien czas należy do personelu w rezydencji Benson, jednak został tam zatrudniony dla tego, że on i jego najlepszy przyjaciel Cato znali Roberto, mężczyznę który uratował Sol Benson.
- Catolino „Cato” Alcoba (German Tripel) – najlepszy przyjaciel Tino. Jest gapowaty, roztargniony. Zakochał się w Amandzie.
- Amanda (Antonella Querzoli) – służąca w rezydencji Benson. Pod koniec drugiego sezonu wychodzi za mąż za Cato.
- Alfredo Bilder (Roberto Carnaghi) – Ojciec Sharon. Pierwszy raz pojawia się w drugim sezonie. Kiedy dowiaduje się, że Luna to jego wnuczka, próbuje jej to powiedzieć, ale Sharon go blokuje. W końcu jednak mu się udaje.
- Fernanda (Sheila Piccolo) – pojawia się w sezonie drugim. Jest liderką zespołu wrotkarskiego Los Adrenaline.
- Tamara Rios (Luz Cipríota) – Tamara jest menadżerką i administratorką Jam&Roller w pierwszym sezonie. Później jej miejsce zastępuje Juliana.
- Juliana / Marisa Mint (Estela Ribeiro) – Juliana kiedyś była sławną wrotkarką, ale wypadek uniemożliwił jej dalszą jazdę na wrotkach. W drugim sezonie zastępuje Tamarę i zostaje trenerką wrotkarzy w Jam&Roller.
- Eric Andrade (Jandino) – Barman w Jam&Roller. Pojawia się w trzecim sezonie i zakochuje się w Ninie.
- Emilia Mansfield (Giovanna Reynaud) – Emilia pojawia się pod koniec sezonu drugiego i zostaje najlepszą przyjaciółką Ámbar gdy ta przechodzi do Los Slidears. Jej chłopakiem jest Benicio.
- Benicío Banderbield (Pasqualle di Nuzzo) – chłopak Emilii.
- Michel (Estaban Velázquez) – pojawia się w sezonie trzecim, jest studentem który przyjechał na wymianę. Podoba mu się Luna.
- Gary López (Joaquin Berthold) – pojawia się w trzecim sezonie, jest biznesmenem.

## Obsada
Część obsady została potwierdzona 16 czerwca 2015, a dalsza część 12 sierpnia 2015 roku.

### Pierwszoplanowa obsada
- Karol Sevilla – Luna Valente / Sol Benson
- Ruggero Pasquarelli – Matteo Balsano
- Valentina Zenere – Ámbar Smith
- Michael Ronda – Simón Álvarez
- Agustín Bernasconi – Gastón Perida
- Malena Ratner – Delfina „Delfi” Alzamendi
- Katja Martínez – Jazmín Carbajal
- Ana Jara Martínez – Jimena „Jim” Medina
- Chiara Parravicini – Yamila „Yam” Sánchez
- Jorge López – Ramiro Ponce
- Gastón Vietto – Pedro Arias
- Lionel Ferro – Nicolás „Nico” Navarro
- Carolina Kopelioff – Nina Simonetti
- Jandino – Eric Andrade (sezon 3)
- Giovanna Reynaud – Emilia Mansfield (sezon 3)[7]
- Pasquale Di Nuzzo – Benicío Banderbield (sezon 3)[7]
- Luz Cipriota – Tamara Ríos (sezon 1)[8]
- Estela Ribeiro – Juliana / Marisa Mint (sezony 2-3)
- Lucila Gondolfo – Sharon Benson
- Rodrigo Pedreira – Reinaldo „Rey” Gutiérrez
- David Muri – Miguel Valente
- Ana Carolina Valsagna – Mónica Valente
- Roberto Carnaghi – Alfredo Bilder (sezony 2-3)
- Diego Álcala – Tino Alcaraz (sezony 1-2)
- Germán Tripel – Cato Alcoba (sezony 1-2)
- Antonella Querzoli – Amanda (sezony 1-2)
- Victoria Suárez Battan – Margarita „Maggie” (sezon 3)
- Ezequiel Rodríguez – Ricardo Simonetti
- Carolina Ibarra – Ana Valparaíso
- Paula Kohan – Mora Barza (sezony 1-2)[9]
- Joaquín Berthold – Gary López (sezon 3)[7]

### Drugoplanowa obsada
- Renata Iglesias – mała Luna Valente / Sol Benson
- Sofía González – Lili Benson (†)
- Daniel Nuñez – Bernie Benson (†) (sezon 1)
- Thelma Fardin – Florencia „Flor” (sezony 1-2)
- Lucrecia Gelardi – Clara Sánchez (sezon 1)
- Santiago Stieben – Arcade (sezon 1)
- Gabriel Calamari – Xavi (sezony 1-2)
- Tomás de las Heras – Mariano (sezon 1)
- Sol Moreno – Daniela (sezon 1)
- Micaela Tabanera – Sylvana Arial (sezony 1-2)
- Samuel Nascimento – Santi Owen (sezony 1-2)
- Julieta Nair Calvo – Paula (sezon 2)
- Sheila Piccolo – Fernanda (sezon 2)
- Gabriel Epstein – Pablo (sezon 2)
- Ignacio Heredia Molina – Rocco (sezon 2)
- Roberto Ottini – Angelo Balsano, tata Matteo (sezony 2-3)
- Candelaria Molfese –
  - Eva (sezon 2),
  - Ada (sezony 2-3)
- Mariano Mazzei – Tommy (sezon 2)
- Cristina Allende – Rosa de las Mareas / Elena (sezony 2-3)
- Boris Bakst – Bernie Benson (†) (sezon 3)
- Mauro Alvarez – Felipe Mendevilla (sezon 3)
- Esteban Velásquez – Michel (sezon 3)
- Mia Jenkins – Emma (sezon 3)

### Gościnna obsada
- Verónica Segura – Soraya, szefowa Luny i Simóna (sezon 1)
- Marcelo Bucossi – Roberto Muñoz (†) (sezony 1-2)
- Alejandra Fidalme – nauczycielka chemii (sezon 1)
- Marisa Viotti – nauczycielka literatury (sezon 1)
- Andrea Lovera – pielęgniarka w hospicjum (sezony 1-2)
- Eva Adonaylo – pani Rodríguez (sezony 1-2)
- Julián Sierra – pedagog (sezon 1)
- Gervasio Usaj – Marcos (sezon 1)
- Javier Rodriguez – opiekun warsztatów teatralnych (sezon 1)
- Matías Strafe – opiekun warsztatów fotograficznych (sezon 1)
- Giuliana Scaglione – Mar (sezon 1)
- Gonzalo Cobo – Oscar (sezon 1)
- Agustín Batallan – Toni (sezon 1)
- Camila Castro – Ali (sezon 1)
- Melina Gallardo – Sofía (sezon 1)
- Josefina Pieres – Vero (sezon 1)
- Nahuel Castro Santos – Lolo (sezon 1)
- Ignacio Mozetic – Alex (sezon 1)
- Micaela Magliocco – Isa (sezon 1)
- Daiana Vecchio – Carmen (sezon 1)
- Mirta Wons – Olga (sezon 1)
- Leo Trento – Willy Star (sezon 1)
- Luis Asato – jubiler Victorino Wang (sezony 1-2)
- William Prociuk – Rosales (sezony 2-3)
- Adriana Perewoski – Percepción (sezon 2)
- Luciano Correa – dyrektor generalny platformy VIDIA (sezon 2)
- Francisco Ruiz Barlett – Manuel (sezon 2)
- Gadiel Sztryk – Facundo (sezon 2)
- Francisco Ortiz – Patrício (sezon 2)
- Ana María Colombo – pensjonariuszka hospicjum #1 (sezon 2)
- Carmen Roig – pensjonariuszka hospicjum #2 (sezon 2)
- Mirta Calza Citin – pensjonariuszka hospicjum #3 (sezon 2)
- Marcos Woinski – pacjent w szpitalu psychiatrycznym (sezon 2)
- Paula Mbarak – pielęgniarka w szpitalu psychiatrycznym (sezon 2)
- Juan Ciancio – Sebastián „Seba” López (sezon 3)
- Ezequiel Fernanz – José Furbi (sezon 3)
- Mariano Muso – pan Velasco (sezon 3)
- Guillermo Berthold – kuzyn Gary’ego (sezon 3)
- Verónica Pelaccini – Dina Miller (sezon 3)

### Prawdziwi artyści
- Sebastián Villalobos – sezon 1, odcinki 25-30; sezon 2, odcinki 100-115, 145-147
- Darío Barassi – sezon 1, odcinki 33-39
- Dani Martins – sezon 1, odcinki 40-41
- Sofia Carson – sezon 1, odcinki 71-72; sezon 3, odcinek 182
- Martina Stoessel – sezon 2, odcinki 120-121
- Bruno Heder – sezon 2, odcinki 132-144
- Camila Fernández – sezon 2, odcinek 133-137
- Sabrina Carpenter – sezon 2, odcinki 138-139
- Dove Cameron – sezon 3, odcinek 182
- Ian Lucas – sezon 3, odcinek 188
- Ami Rodríguez – sezon 3, odcinek 190
- Daniel Patiño – sezon 3, odcinki 216-217

## Wersja polska
Udział wzięli:
- Katarzyna Sawczuk – Luna Valente
- Marta Dylewska – Ámbar Smith
- Aleksandra Kowalicka – Nina Simonetti
- Bartosz Wesołowski – Cato Alcoba
- Paweł Ciołkosz – Miguel Valente
- Piotr Bajtlik – Tino Alcaraz
- Lucyna Malec – Sharon Benson
- Lidia Sadowa – Mónica Valente
- Wit Apostolakis-Gluziński – Matteo Balsano
- Wojciech Paszkowski – Reinaldo „Rey” Gutiérrez
- Mateusz Rusin – Nicolás „Nico” Navarro (odc. 1-160)
- Barbara Garstka – Jazmín Carbajal
- Maciej Falana – Simón Álvarez
- Marta Markowicz – Delfina „Delfi” Alzamendi
- Maciej Dybowski – Pedro Arias
- Klaudia Kuchtyk – Tamara Ríos
- Dominika Sell – Jimena „Jim” Medina
- Karolina Bacia – Yamila „Yam” Sánchez
- Józef Grzymała – Ramiro Ponce
- Bożena Furczyk – Amanda
- Waldemar Barwiński – Ricardo Simonetti
- Przemysław Niedzielski – Gastón Perida
- Anna Sztejner – szefowa Luny (odc. 1-4)
- Julia Kołakowska-Bytner – 
  - Ana Valparaíso,
  - jedna z dziewczyn na widowni (odc. 200)
- Włodzimierz Press – Roberto Muñoz (odc. 2-3)

oraz:
- Milena Suszyńska-Dziuba – Mora Barza
- Karol Dziuba – Mariano

W pozostałych rolach:
- Krzysztof Cybiński –
  - Gary López,
  - nauczyciel (odc. 3, 17, 25),
  - przyjaciel Reya (odc. 5),
  - opiekun warsztatów fotograficznych (odc. 14, 22, 26, 29, 32),
  - mężczyzna (odc. 32),
  - kierownik hotelu (odc. 35),
  - fotograf (odc. 36-37),
  - kierowca samochodu (odc. 40),
  - pracownik na konkursie (odc. 40),
  - Luis (odc. 65-66),
  - Marcos – właściciel zakładu fotograficznego (odc. 75),
  - Rosales – dyrektor platformy VIDIA (odc. 96-97, 99-104),
  - kelner (odc. 107)
- Joanna Domańska – nauczycielka (odc. 4, 10, 12, 14, 16)
- Mikołaj Klimek – poseł (odc. 4-5)
- Agnieszka Fajlhauer – 
  - nauczycielka (odc. 5),
  - kelnerka (odc. 184)
- Elżbieta Gaertner – pani Rodríguez (odc. 6, 9-10, 118, 120, 124-126)
- Marek Robaczewski –
  - kwiaciarz Roque (odc. 6, 13),
  - jeden z przyjaciół Alfredo (odc. 161-162)
- Sebastian Machalski –
  - wrotkarz (odc. 8, 11),
  - prowadzący wywiad (odc. 36)
- Bartosz Martyna –
  - nauczyciel (odc. 10, 13, 17-18),
  - szkolny dozorca (odc. 11),
  - Facundo (odc. 124-125, 127),
  - kuzyn Gary’ego (odc. 184-187)
- Aleksandra Radwan – Florencia „Flor” – kuzynka Matteo
- Robert Tondera –
  - Marcos – właściciel studia fotograficznego (odc. 14),
  - kelner (odc. 37),
  - Dani Martins (odc. 40-41),
  - taksówkarz (odc. 79),
  - komentator zawodów (odc. 80),
  - prowadzący wywiad (odc. 141)
- Leszek Filipowicz – opiekun warsztatów teatralnych (odc. 14, 22, 26, 29, 32)
- Joanna Węgrzynowska-Cybińska – 
  - Lili Benson,
  - kobieta, która zawołała Tini (odc. 120),
  - recepcjonistka w hospicjum (odc. 144, 146),
  - jedna z dziewczyn na widowni (odc. 200),
  - kobieta udająca Victorię (odc. 202)
- Brygida Turowska –
  - Clara Sánchez (odc. 20, 35, 41),
  - kasjerka na lotnisku (odc. 27, 32)
- Maksymilian Bogumił –
  - Sebastián Villalobos,
  - chłopak w parku (odc. 23)
- Krzysztof Plewako-Szczerbiński –
  - rysownik (odc. 26),
  - ochroniarz rezydencji (odc. 27),
  - prowadzący wywiad (odc. 41),
  - jeden z tancerzy (odc. 205),
  - strażak (odc. 219)
- Kamil Pruban – 
  - prowadzący program Web Music (odc. 28-29),
  - gospodarz konkursu Rodafest (odc. 159-160),
  - wspólnik Sharon (odc. 161, 163),
  - mężczyzna na aukcji (odc. 188),
  - Felipe Mendevilla (odc. 189-190, 194, 203)
- Wojciech Żołądkowicz – Darío Barassi
- Maksymilian Michasiów – 
  - Arcade,
  - dziennikarz internetowego magazynu wrotkarskiego (odc. 155)
- Sebastian Cybulski –
  - Xavi,
  - adwokat (odc. 61)
- Kinga Suchan –
  - Sofía – córka Clary (odc. 35, 41),
  - Isa (odc. 37-38, 40-41),
  - dziewczyna w klubie muzycznym (odc. 42)
- Joanna Pach-Żbikowska – Ali (odc. 35-37, 39)
- Katarzyna Wolfke –
  - Paula,
  - Vero (odc. 35, 37-39)
- Anna Wodzyńska –
  - Juliana – kandydatka na członkinię zespołu (odc. 36),
  - trenerka (odc. 37),
  - wrotkarka (odc. 38),
  - fanki ArCade’a (odc. 39)
- Wojciech Chorąży –
  - właściciel mieszkania (odc. 37),
  - kierownik hotelu (odc. 38),
  - przyjaciel Reya (odc. 83),
  - Rosales – dyrektor platformy VIDIA (odc. 218)
- Michał Podsiadło –
  - producent Martin (odc. 39),
  - Marcos – właściciel zakładu fotograficznego (odc. 76),
  - pracownik na festiwalu muzycznym (odc. 79-80),
  - prowadzący wywiad (odc. 132-133, 137),
  - Bruno Heder (jedna kwestia w odc. 133),
  - Gabriel Garcia Saenz (odc. 135),
  - policjant (odc. 191),
  - Bernie Benson (odc. 192, 212, 220),
  - detektyw (odc. 216),
  - szef Reya i Maggie (odc. 220)
- Łukasz Węgrzynowski – 
  - chłopak w klubie muzycznym (odc. 42),
  - Mark – wspólnik Diny (odc. 217)
- Julia Łukowiak –
  - Daniela,
  - Sofia Carson (odc. 71-72, 182)
- Modest Ruciński – nauczyciel (odc. 47)
- Marta Dobecka – Sylvana Arial
- Katarzyna Kozak – 
  - Olga (odc. 55-56),
  - pensjonariuszka hospicjum #3 (odc. 146–148),
  - kobieta udająca Sharon (odc. 216)
- Tomasz Borkowski –
  - Willy Star (odc. 56-58),
  - dyrektor generalny platformy VIDIA (odc. 100, 102)
- Stefan Knothe – jubiler Victorino Wang (odc. 60-61, 130-131, 136)
- Sebastian Perdek – ogrodnik (odc. 72-73)
- Maciej Zuchowicz – Alan (odc. 73)
- Mateusz Narloch – Santi Owen
- Piotr Napierała – Pablo
- Wojciech Machnicki – Alfredo Bilder
- Andrzej Michalski – lektor platformy VIDIA (odc. 85)
- Dominika Łakomska – Percepción (odc. 94-95)
- Cezary Kwieciński – kelner (odc. 96)
- Wiktoria Gorodeckaja – Juliana
- Adam Bauman – Angelo Balsano – tata Matteo
- Magdalena Krylik – 
  - Eva,
  - Ada
- Agata Pruchniewska – 
  - recepcjonistka w hospicjum (odc. 116, 118),
  - prezenterka konkursu (odc. 121)
- Paulina Sacharczuk-Kajper – 
  - kierowniczka pielęgniarzy z hospicjum (odc. 118, 120-121, 123-125, 144, 146-149),
  - Carmen Garcia Saenz (odc. 135),
  - pielęgniarka (odc. 156-158)
- Agnieszka Mrozińska – Martina „Tini” Stoessel (odc. 120-121)
- Elżbieta Kijowska – Elena / „Rosa de las Mareas”
- Tomasz Błasiak – Manuel (odc. 124-125, 127)
- Janusz Wituch – 
  - José – przyjaciel Eleny (odc. 129-130),
  - wspólnik Reya (odc. 148)
- Szymon Roszak – Bruno Heder
- Małgorzata Kozłowska – Camila Fernández (odc. 133-137)
- Paweł Kubat – Benicío Banderbield
- Natalia Jankiewicz – Sabrina Carpenter (odc. 138-139)
- Paulina Łaba – Emilia Mansfield
- Katarzyna Skolimowska – pensjonariuszka hospicjum #1 (odc. 146–148)
- Mirosława Krajewska – pensjonariuszka hospicjum #2 (odc. 146–148)
- Tomasz Grochoczyński – pacjent w szpitalu (odc. 156-159)
- Artur Kaczmarski – lekarz (odc. 158-159)
- Grzegorz Kwiecień – mężczyzna na pomoście (odc. 159)
- Jakub Wieczorek – mężczyzna kupujący od Sharon rezydencję (odc. 164)
- Anna Szymańczyk – Margarita „Maggie”
- Paweł Rutkowski – Eric Andrade
- Jacek Król – ochroniarz zamkniętego wrotkowiska (odc. 180)
- Paulina Moś – Dove Cameron (odc. 182)
- Karol Wróblewski – 
  - pan Velasco (odc. 182-183, 188),
  - detektyw (odc. 215)
- Marcin Franc – 
  - Michel,
  - prowadzący wywiad (odc. 188),
  - Matteo we śnie Luny (z głosem Michela) (odc. 196)
- Ewa Kania – kobieta na aukcji (odc. 188)
- Dariusz Odija – lekarz (odc. 191)
- Magda Kusa – Emma
- Joanna Kuberska – Dina Miller (odc. 208, 210-212, 217)

i inni
Reżyseria: Joanna Węgrzynowska-Cybińska

Dialogi:
- Anna Izdebska (odc. 1-26, 28, 30-220),
- Karolina Sowińska (odc. 27, 29)

Opracowanie: SDI Media Polska

Dźwięk: Łukasz Fober

Koordynator projektu: Ewa Krawczyk
Lektor tyłówki: Piotr Bajtlik (odc. 80)

## Przegląd sezonów
| Seria | Seria | Odcinki | Odcinki | Oryginalna emisja | Oryginalna emisja | Oryginalna emisja   | Oryginalna emisja | Oryginalna emisja    | Oryginalna emisja    |
| Seria | Seria | Odcinki | Odcinki | Premiera          | Finał             | Premiera            | Finał             | Premiera             | Finał                |
| ----- | ----- | ------- | ------- | ----------------- | ----------------- | ------------------- | ----------------- | -------------------- | -------------------- |
|       | 1     | 80      | 40      | 14 marca 2016     | 6 maja 2016       | 4 kwietnia 2016     | 9 czerwca 2016    | 16 maja 2016         | 13 października 2016 |
|       | 1     | 80      | 40      | 4 lipca 2016      | 26 sierpnia 2016  | 26 września 2016    | 1 grudnia 2016    | 21 listopada 2016    | 23 marca 2017        |
|       | 2     | 80      | 40      | 17 kwietnia 2017  | 9 czerwca 2017    | 17 kwietnia 2017    | 22 czerwca 2017   | 18 września 2017     | 8 grudnia 2017       |
|       | 2     | 80      | 40      | 7 sierpnia 2017   | 29 września 2017  | 2 października 2017 | 29 listopada 2017 | 22 stycznia 2018     | 4 maja 2018          |
|       | 3     | 60      | 30      | 16 kwietnia 2018  | 25 maja 2018      | 25 czerwca 2018     | 3 sierpnia 2018   | 29 października 2018 | 21 stycznia 2019     |
|       | 3     | 60      | 30      | 9 lipca 2018      | 17 sierpnia 2018  | 6 sierpnia 2018     | 14 września 2018  | 22 stycznia 2019     | 1 kwietnia 2019      |

## Lista odcinków

### Sezon 1 (2016)
| Nr                                                                            | Tytuł                                                                                                   | Premiera                                                     | Premiera w Polsce                                                |
| Część I: Soy libre, Soy yo, Soy Luna (Jestem wolna, jestem sobą, jestem Luna) | |                                                              |                                                                  |
| ----------------------------------------------------------------------------- | --- | ------------------------------------------------------------ | ---------------------------------------------------------------- |
| 1                                                                             | Marzenie, na kołach Un sueño, sobre ruedas                                                              | 14 marca 2016 (Argentyna) 4 kwietnia 2016 (Hiszpania)        | 16 maja 2016 (Disney Channel) 13 kwietnia 2018 (Netflix)         |
| 2                                                                             | Nowa historia, na kołach Una nueva historia, sobre ruedas                                               | 15 marca 2016 (Argentyna) 5 kwietnia 2016 (Hiszpania)        | 17 maja 2016 (Disney Channel) 13 kwietnia 2018 (Netflix)         |
| 3                                                                             | Nowe przygody, na kołach Nuevas aventuras, sobre ruedas                                                 | 16 marca 2016 (Argentyna) 6 kwietnia 2016 (Hiszpania)        | 18 maja 2016 (Disney Channel) 13 kwietnia 2018 (Netflix)         |
| 4                                                                             | Sekret, na kołach Un secreto, sobre ruedas                                                              | 17 marca 2016 (Argentyna) 7 kwietnia 2016 (Hiszpania)        | 19 maja 2016 (Disney Channel) 13 kwietnia 2018 (Netflix)         |
| 5                                                                             | Miłość, na kołach Un amor, sobre ruedas                                                                 | 18 marca 2016 (Argentyna) 11 kwietnia 2016 (Hiszpania)       | 23 maja 2016 (Disney Channel) 13 kwietnia 2018 (Netflix)         |
| 6                                                                             | Okazja, na kołach Una oportunidad, sobre ruedas                                                         | 21 marca 2016 (Argentyna) 12 kwietnia 2016 (Hiszpania)       | 24 maja 2016 (Disney Channel) 13 kwietnia 2018 (Netflix)         |
| 7                                                                             | Prawda ujawniona, na kołach Una verdad al descubierto, sobre ruedas                                     | 22 marca 2016 (Argentyna) 13 kwietnia 2016 (Hiszpania)       | 25 maja 2016 (Disney Channel) 13 kwietnia 2018 (Netflix)         |
| 8                                                                             | Decyzja, na kołach Una decisión, sobre ruedas                                                           | 23 marca 2016 (Argentyna) 14 kwietnia 2016 (Hiszpania)       | 26 maja 2016 (Disney Channel) 13 kwietnia 2018 (Netflix)         |
| 9                                                                             | Odkrycie, na kołach Un descubrimiento, sobre ruedas                                                     | 24 marca 2016 (Argentyna) 18 kwietnia 2016 (Hiszpania)       | 30 maja 2016 (Disney Channel) 13 kwietnia 2018 (Netflix)         |
| 10                                                                            | Rywalka, na kołach Una rival, sobre ruedas                                                              | 25 marca 2016 (Argentyna) 19 kwietnia 2016 (Hiszpania)       | 31 maja 2016 (Disney Channel) 13 kwietnia 2018 (Netflix)         |
| 11                                                                            | Konkurencja, na kołach Una competencia, sobre ruedas                                                    | 28 marca 2016 (Argentyna) 20 kwietnia 2016 (Hiszpania)       | 1 czerwca 2016 (Disney Channel) 13 kwietnia 2018 (Netflix)       |
| 12                                                                            | Tajemnica, na kołach Un misterio, sobre ruedas                                                          | 29 marca 2016 (Argentyna) 21 kwietnia 2016 (Hiszpania)       | 2 czerwca 2016 (Disney Channel) 13 kwietnia 2018 (Netflix)       |
| 13                                                                            | Zazdrosna, na kołach Celoso, sobre ruedas                                                               | 30 marca 2016 (Argentyna) 25 kwietnia 2016 (Hiszpania)       | 6 czerwca 2016 (Disney Channel) 13 kwietnia 2018 (Netflix)       |
| 14                                                                            | "Prawie"-pocałunek, na kołach Un "casi" beso, sobre ruedas                                              | 31 marca 2016 (Argentyna) 26 kwietnia 2016 (Hiszpania)       | 7 czerwca 2016 (Disney Channel) 13 kwietnia 2018 (Netflix)       |
| 15                                                                            | Wątpliwość, na kołach Una duda, sobre ruedas                                                            | 1 kwietnia 2016 (Argentyna) 27 kwietnia 2016 (Hiszpania)     | 8 czerwca 2016 (Disney Channel) 13 kwietnia 2018 (Netflix)       |
| 16                                                                            | Zła uwaga, na kołach Una mala nota, sobre ruedas                                                        | 4 kwietnia 2016 (Argentyna) 28 kwietnia 2016 (Hiszpania)     | 9 czerwca 2016 (Disney Channel) 13 kwietnia 2018 (Netflix)       |
| 17                                                                            | Wymiana dowodów, na kołach Un intercambio de pruebas, sobre ruedas                                      | 5 kwietnia 2016 (Argentyna) 2 maja 2016 (Hiszpania)          | 13 czerwca 2016 (Disney Channel) 13 kwietnia 2018 (Netflix)      |
| 18                                                                            | Piosenka z Matteo, na kołach Una canción con Matteo, sobre ruedas                                       | 6 kwietnia 2016 (Argentyna) 3 maja 2016 (Hiszpania)          | 14 czerwca 2016 (Disney Channel) 13 kwietnia 2018 (Netflix)      |
| 19                                                                            | Prawie-pocałunek z... Simónem?, na kołach Un casi beso con... Simón?, sobre ruedas                      | 7 kwietnia 2016 (Argentyna) 4 maja 2016 (Hiszpania)          | 15 czerwca 2016 (Disney Channel) 13 kwietnia 2018 (Netflix)      |
| 20                                                                            | Odkrycie Luny, na kołach Un descubrimiento de Luna, sobre ruedas                                        | 8 kwietnia 2016 (Argentyna) 5 maja 2016 (Hiszpania)          | 16 czerwca 2016 (Disney Channel) 13 kwietnia 2018 (Netflix)      |
| 21                                                                            | Wisiorek, sekret; na kołach Una medallita, un secreto; sobre ruedas                                     | 11 kwietnia 2016 (Argentyna) 9 maja 2016 (Hiszpania)         | 12 września 2016 (Disney Channel) 13 kwietnia 2018 (Netflix)     |
| 22                                                                            | Nieodwzajemniona miłość, na kołach Un amor no correspondido, sobre ruedas                               | 12 kwietnia 2016 (Argentyna) 10 maja 2016 (Hiszpania)        | 13 września 2016 (Disney Channel) 13 kwietnia 2018 (Netflix)     |
| 23                                                                            | Miłość przez RollerTracka, na kołach Un amor por RollerTrack, sobre ruedas                              | 13 kwietnia 2016 (Argentyna) 11 maja 2016 (Hiszpania)        | 14 września 2016 (Disney Channel) 13 kwietnia 2018 (Netflix)     |
| 24                                                                            | Decyzja: Konkurs czy Simón?, na kołach Una decisión: la competencia ó Simón?, sobre ruedas              | 14 kwietnia 2016 (Argentyna) 12 maja 2016 (Hiszpania)        | 15 września 2016 (Disney Channel) 13 kwietnia 2018 (Netflix)     |
| 25                                                                            | FelicityForNow kłamczuchą, na kołach Una FelicityForNow mentirosa, sobre ruedas                         | 15 kwietnia 2016 (Argentyna) 16 maja 2016 (Hiszpania)        | 19 września 2016 (Disney Channel) 13 kwietnia 2018 (Netflix)     |
| 26                                                                            | Piosenki i zamieszanie na Open Music, na kołach Canciónes y confusiones en el Open Music, sobre ruedas  | 18 kwietnia 2016 (Argentyna) 17 maja 2016 (Hiszpania)        | 20 września 2016 (Disney Channel) 13 kwietnia 2018 (Netflix)     |
| 27                                                                            | Nowy dom dla Simóna, na kołach Un nuevo hogar para Simón, sobre ruedas                                  | 19 kwietnia 2016 (Argentyna) 18 maja 2016 (Hiszpania)        | 21 września 2016 (Disney Channel) 13 kwietnia 2018 (Netflix)     |
| 28                                                                            | Czy on nie zdaje sobie sprawy, że ją kocha?, na kołach No se dio cuenta de qué te amo?, sobre ruedas    | 20 kwietnia 2016 (Argentyna) 19 maja 2016 (Hiszpania)        | 22 września 2016 (Disney Channel) 13 kwietnia 2018 (Netflix)     |
| 29                                                                            | Pomieszanie uczuć, na kołach Una confusión de sentimientos, sobre ruedas                                | 21 kwietnia 2016 (Argentyna) 23 maja 2016 (Hiszpania)        | 26 września 2016 (Disney Channel) 13 kwietnia 2018 (Netflix)     |
| 30                                                                            | Drugi etap konkursu, na kołach Segunda fase de la competencia, sobre ruedas                             | 22 kwietnia 2016 (Argentyna) 24 maja 2016 (Hiszpania)        | 27 września 2016 (Disney Channel) 13 kwietnia 2018 (Netflix)     |
| 31                                                                            | A konkurs trwa..., na kołach Y la competencia continúa..., sobre ruedas                                 | 25 kwietnia 2016 (Argentyna) 25 maja 2016 (Hiszpania)        | 28 września 2016 (Disney Channel) 13 kwietnia 2018 (Netflix)     |
| 32                                                                            | Zazdrosny o Romea i Julię, na kołach Un celoso por Romeo y Julieta, sobre ruedas                        | 26 kwietnia 2016 (Argentyna) 26 maja 2016 (Hiszpania)        | 29 września 2016 (Disney Channel) 13 kwietnia 2018 (Netflix)     |
| 33                                                                            | Stracony dokument, na kołach Una documentación perdida, sobre ruedas                                    | 27 kwietnia 2016 (Argentyna) 30 maja 2016 (Hiszpania)        | 3 października 2016 (Disney Channel) 13 kwietnia 2018 (Netflix)  |
| 34                                                                            | Podróż, na kołach Un viaje, sobre ruedas                                                                | 28 kwietnia 2016 (Argentyna) 31 maja 2016 (Hiszpania)        | 4 października 2016 (Disney Channel) 13 kwietnia 2018 (Netflix)  |
| 35                                                                            | Tor to moje marzenie z Matteo!, na kołach La pista de mi sueño con Matteo!, sobre ruedas                | 29 kwietnia 2016 (Argentyna) 1 czerwca 2016 (Hiszpania)      | 5 października 2016 (Disney Channel) 13 kwietnia 2018 (Netflix)  |
| 36                                                                            | Pomieszanie par, na kołach Una confusión de parejas, sobre ruedas                                       | 2 maja 2016 (Argentyna) 2 czerwca 2016 (Hiszpania)           | 6 października 2016 (Disney Channel) 13 kwietnia 2018 (Netflix)  |
| 37                                                                            | Koniec związku, na kołach El final de una relación, sobre ruedas                                        | 3 maja 2016 (Argentyna) 3 czerwca 2016 (Hiszpania)           | 10 października 2016 (Disney Channel) 13 kwietnia 2018 (Netflix) |
| 38                                                                            | Co myślisz o mnie?, na kołach Qué sientes por mi?, sobre ruedas                                         | 4 maja 2016 (Argentyna) 7 czerwca 2016 (Hiszpania)           | 11 października 2016 (Disney Channel) 13 kwietnia 2018 (Netflix) |
| 39                                                                            | Podwójna zmiana w finale, na kołach Un doble cambio en la final, sobre ruedas                           | 5 maja 2016 (Argentyna) 8 czerwca 2016 (Hiszpania)           | 12 października 2016 (Disney Channel) 13 kwietnia 2018 (Netflix) |
| 40                                                                            | Pocałunek, na kołach Un beso, sobre ruedas                                                              | 6 maja 2016 (Argentyna) 9 czerwca 2016 (Hiszpania)           | 13 października 2016 (Disney Channel) 13 kwietnia 2018 (Netflix) |
| Część II: Música en tí (Muzyka w Tobie)                                       | |                                                              |                                                                  |
| 41                                                                            | Uczucia, na kołach Sentimientos, sobre ruedas                                                           | 4 lipca 2016 (Argentyna) 26 września 2016 (Hiszpania)        | 21 listopada 2016 (Disney Channel) 13 kwietnia 2018 (Netflix)    |
| 42                                                                            | Bardzo pochopna decyzja, na kołach Una decisión muy apresurada, sobre ruedas                            | 5 lipca 2016 (Argentyna) 27 września 2016 (Hiszpania)        | 22 listopada 2016 (Disney Channel) 13 kwietnia 2018 (Netflix)    |
| 43                                                                            | Zachować sekret, na kołach Un secreto que guardar, sobre ruedas                                         | 6 lipca 2016 (Argentyna) 28 września 2016 (Hiszpania)        | 23 listopada 2016 (Disney Channel) 13 kwietnia 2018 (Netflix)    |
| 44                                                                            | Niespodzianka, na kołach Una sorpresa, sobre ruedas                                                     | 7 lipca 2016 (Argentyna) 29 września 2016 (Hiszpania)        | 24 listopada 2016 (Disney Channel) 13 kwietnia 2018 (Netflix)    |
| 45                                                                            | Random Open, na kołach Un Random Open, sobre ruedas                                                     | 8 lipca 2016 (Argentyna) 3 października 2016 (Hiszpania)     | 28 listopada 2016 (Disney Channel) 13 kwietnia 2018 (Netflix)    |
| 46                                                                            | Miłość czy przyjaźń?, na kołach Un amor ó una amistad?, sobre ruedas                                    | 11 lipca 2016 (Argentyna) 4 października 2016 (Hiszpania)    | 29 listopada 2016 (Disney Channel) 13 kwietnia 2018 (Netflix)    |
| 47                                                                            | Nieporozumienie, na kołach Un mal entendido, sobre ruedas                                               | 12 lipca 2016 (Argentyna) 5 października 2016 (Hiszpania)    | 30 listopada 2016 (Disney Channel) 13 kwietnia 2018 (Netflix)    |
| 48                                                                            | Rezygnacja, na kołach Una renuncia, sobre ruedas                                                        | 13 lipca 2016 (Argentyna) 6 października 2016 (Hiszpania)    | 1 grudnia 2016 (Disney Channel) 13 kwietnia 2018 (Netflix)       |
| 49                                                                            | Zazdrosna o Simóna, na kołach Celos por Simón, sobre ruedas                                             | 14 lipca 2016 (Argentyna) 10 października 2016 (Hiszpania)   | 5 grudnia 2016 (Disney Channel) 13 kwietnia 2018 (Netflix)       |
| 50                                                                            | Spotkania, na kołach Encuentros, sobre ruedas                                                           | 15 lipca 2016 (Argentyna) 11 października 2016 (Hiszpania)   | 6 grudnia 2016 (Disney Channel) 13 kwietnia 2018 (Netflix)       |
| 51                                                                            | Opierają się oni!, na kołach Se basaban!, sobre ruedas                                                  | 18 lipca 2016 (Argentyna) 12 października 2016 (Hiszpania)   | 7 grudnia 2016 (Disney Channel) 13 kwietnia 2018 (Netflix)       |
| 52                                                                            | Nowe miłości, na kołach Nuevos amores, sobre ruedas                                                     | 19 lipca 2016 (Argentyna) 13 października 2016 (Hiszpania)   | 8 grudnia 2016 (Disney Channel) 13 kwietnia 2018 (Netflix)       |
| 53                                                                            | Stracony pen drive, na kołach Una Pen Drive perdido, sobre ruedas                                       | 20 lipca 2016 (Argentyna) 17 października 2016 (Hiszpania)   | 12 grudnia 2016 (Disney Channel) 13 kwietnia 2018 (Netflix)      |
| 54                                                                            | Plan, na kołach Un plan, sobre ruedas                                                                   | 21 lipca 2016 (Argentyna) 18 października 2016 (Hiszpania)   | 13 grudnia 2016 (Disney Channel) 13 kwietnia 2018 (Netflix)      |
| 55                                                                            | Czuję, na kołach Lo que siento, sobre ruedas                                                            | 22 lipca 2016 (Argentyna) 19 października 2016 (Hiszpania)   | 14 grudnia 2016 (Disney Channel) 13 kwietnia 2018 (Netflix)      |
| 56                                                                            | Matteo czy Simón?, na kołach Matteo ó Simón?, sobre ruedas                                              | 25 lipca 2016 (Argentyna) 20 października 2016 (Hiszpania)   | 15 grudnia 2016 (Disney Channel) 13 kwietnia 2018 (Netflix)      |
| 57                                                                            | Prawda bliska ujawnienia, na kołach Una verdad casí revelada, sobre ruedas                              | 26 lipca 2016 (Argentyna) 24 października 2016 (Hiszpania)   | 13 lutego 2017 (Disney Channel) 13 kwietnia 2018 (Netflix)       |
| 58                                                                            | Kłamstwo, na kołach Una mentira, sobre ruedas                                                           | 27 lipca 2016 (Argentyna) 25 października 2016 (Hiszpania)   | 14 lutego 2017 (Disney Channel) 13 kwietnia 2018 (Netflix)       |
| 59                                                                            | "Gra" miłości, na kołach Un "juego" de amor, sobre ruedas                                               | 28 lipca 2016 (Argentyna) 26 października 2016 (Hiszpania)   | 15 lutego 2017 (Disney Channel) 13 kwietnia 2018 (Netflix)       |
| 60                                                                            | Zamieszanie w konkursie, na kołach Confusión en la competencia, sobre ruedas                            | 29 lipca 2016 (Argentyna) 27 października 2016 (Hiszpania)   | 16 lutego 2017 (Disney Channel) 13 kwietnia 2018 (Netflix)       |
| 61                                                                            | Nowa miłość, na kołach Un nuevo amor, sobre ruedas                                                      | 1 sierpnia 2016 (Argentyna) 31 października 2016 (Hiszpania) | 20 lutego 2017 (Disney Channel) 13 kwietnia 2018 (Netflix)       |
| 62                                                                            | Para, na kołach Novíos, sobre ruedas                                                                    | 2 sierpnia 2016 (Argentyna) 1 listopada 2016 (Hiszpania)     | 21 lutego 2017 (Disney Channel) 13 kwietnia 2018 (Netflix)       |
| 63                                                                            | Zamieszanie w rezydencji, na kołach Confusiones en la mansión, sobre ruedas                             | 3 sierpnia 2016 (Argentyna) 2 listopada 2016 (Hiszpania)     | 22 lutego 2017 (Disney Channel) 13 kwietnia 2018 (Netflix)       |
| 64                                                                            | Kim jest FelicityForNow?, na kołach Quien és FelicityForNow?, sobre ruedas                              | 4 sierpnia 2016 (Argentyna) 3 listopada 2016 (Hiszpania)     | 23 lutego 2017 (Disney Channel) 13 kwietnia 2018 (Netflix)       |
| 65                                                                            | Open Music: Chłopaki kontra dziewczyny, na kołach Open Music: chicos vs chicas, sobre ruedas            | 5 sierpnia 2016 (Argentyna) 7 listopada 2016 (Hiszpania)     | 27 lutego 2017 (Disney Channel) 13 kwietnia 2018 (Netflix)       |
| 66                                                                            | Propozycja, na kołach Una propuesta, sobre ruedas                                                       | 8 sierpnia 2016 (Argentyna) 8 listopada 2016 (Hiszpania)     | 28 lutego 2017 (Disney Channel) 13 kwietnia 2018 (Netflix)       |
| 67                                                                            | Czuję do Matteo?, na kołach Lo qué siento por Matteo?, sobre ruedas                                     | 9 sierpnia 2016 (Argentyna) 9 listopada 2016 (Hiszpania)     | 1 marca 2017 (Disney Channel) 13 kwietnia 2018 (Netflix)         |
| 68                                                                            | Nowy skład zespołu, na kołach Una nueva formación del equipo, sobre ruedas                              | 10 sierpnia 2016 (Argentyna) 10 listopada 2016 (Hiszpania)   | 2 marca 2017 (Disney Channel) 13 kwietnia 2018 (Netflix)         |
| 69                                                                            | Chłopak czy przyjaciel?, na kołach Un novío o un amigo?, sobre ruedas                                   | 11 sierpnia 2016 (Argentyna) 14 listopada 2016 (Hiszpania)   | 6 marca 2017 (Disney Channel) 13 kwietnia 2018 (Netflix)         |
| 70                                                                            | Miłość się rodzi?, na kołach Surge el amor?, sobre ruedas                                               | 12 sierpnia 2016 (Argentyna) 15 listopada 2016 (Hiszpania)   | 7 marca 2017 (Disney Channel) 13 kwietnia 2018 (Netflix)         |
| 71                                                                            | Specjalna wizyta, na kołach Una visita especial, sobre ruedas                                           | 15 sierpnia 2016 (Argentyna) 16 listopada 2016 (Hiszpania)   | 8 marca 2017 (Disney Channel) 13 kwietnia 2018 (Netflix)         |
| 72                                                                            | Stracona praca, na kołach Un trabajo perdido, sobre ruedas                                              | 16 sierpnia 2016 (Argentyna) 17 listopada 2016 (Hiszpania)   | 9 marca 2017 (Disney Channel) 13 kwietnia 2018 (Netflix)         |
| 73                                                                            | Przyjęcie urodzinowe, na kołach Una fiesta de cumpleaños, sobre ruedas                                  | 17 sierpnia 2016 (Argentyna) 21 listopada 2016 (Hiszpania)   | 13 marca 2017 (Disney Channel) 13 kwietnia 2018 (Netflix)        |
| 74                                                                            | Boi się zakochać, na kołach Miedo de se enamorar, sobre ruedas                                          | 18 sierpnia 2016 (Argentyna) 22 listopada 2016 (Hiszpania)   | 14 marca 2017 (Disney Channel) 13 kwietnia 2018 (Netflix)        |
| 75                                                                            | Open Music z rewelacjami, na kołach Un Open Music de revelaciones, sobre ruedas                         | 19 sierpnia 2016 (Argentyna) 23 listopada 2016 (Hiszpania)   | 15 marca 2017 (Disney Channel) 13 kwietnia 2018 (Netflix)        |
| 76                                                                            | Jestem FelicityForNow, na kołach Yo soy FelicityForNow, sobre ruedas                                    | 22 sierpnia 2016 (Argentyna) 24 listopada 2016 (Hiszpania)   | 16 marca 2017 (Disney Channel) 13 kwietnia 2018 (Netflix)        |
| 77                                                                            | Odkrycie może zmienić wszystko, na kołach Una descubierta que puede cambiar todo, sobre ruedas          | 23 sierpnia 2016 (Argentyna) 28 listopada 2016 (Hiszpania)   | 20 marca 2017 (Disney Channel) 13 kwietnia 2018 (Netflix)        |
| 78                                                                            | Miłosna decyzja, na kołach Una decisión amorosa, sobre ruedas                                           | 24 sierpnia 2016 (Argentyna) 29 listopada 2016 (Hiszpania)   | 21 marca 2017 (Disney Channel) 13 kwietnia 2018 (Netflix)        |
| 79                                                                            | Finał interkontynentalnych, na kołach (część 1) La final de la InterContinental, sobre ruedas (Parte 1) | 25 sierpnia 2016 (Argentyna) 30 listopada 2016 (Hiszpania)   | 22 marca 2017 (Disney Channel) 13 kwietnia 2018 (Netflix)        |
| 80                                                                            | Finał interkontynentalnych, na kołach (część 2) La final de la InterContinental, sobre ruedas (Parte 2) | 26 sierpnia 2016 (Argentyna) 1 grudnia 2016 (Hiszpania)      | 23 marca 2017 (Disney Channel) 13 kwietnia 2018 (Netflix)        |

### Sezon 2 (2017)
| Nr                                                  | Tytuł                                                                                                   | Premiera                                                      | Premiera w Polsce    |
| Część I: La vida es un sueño (Życie jest marzeniem) | |                                                               |                      |
| --------------------------------------------------- | --- | ------------------------------------------------------------- | -------------------- |
| 81                                                  | Sen czy koszmar?, na kołach Un sueño o una pesadilla?, sobre ruedas                                     | 17 kwietnia 2017 (Argentyna) 17 kwietnia 2017 (Hiszpania)     | 18 września 2017     |
| 82                                                  | Słońce i księżyc, na kołach Un sol y una luna, sobre ruedas                                             | 18 kwietnia 2017 (Argentyna) 18 kwietnia 2017 (Hiszpania)     | 19 września 2017     |
| 83                                                  | Podejrzana postawa, na kołach Una actitud sospechosa, sobre ruedas                                      | 19 kwietnia 2017 (Argentyna) 19 kwietnia 2017 (Hiszpania)     | 20 września 2017     |
| 84                                                  | Złapana na nagraniu!, na kołach Atrapada por la cámara!, sobre ruedas                                   | 20 kwietnia 2017 (Argentyna) 20 kwietnia 2017 (Hiszpania)     | 21 września 2017     |
| 85                                                  | Pierwszy Open Music roku, na kołach El primer Open Music del año, sobre ruedas                          | 21 kwietnia 2017 (Argentyna) 24 kwietnia 2017 (Hiszpania)     | 22 września 2017     |
| 86                                                  | Luna to Sol Benson!, na kołach Luna es Sol Benson!, sobre ruedas                                        | 24 kwietnia 2017 (Argentyna) 25 kwietnia 2017 (Hiszpania)     | 25 września 2017     |
| 87                                                  | Nowy konkurs, na kołach Una nueva competencia, sobre ruedas                                             | 25 kwietnia 2017 (Argentyna) 26 kwietnia 2017 (Hiszpania)     | 26 września 2017     |
| 88                                                  | Plan przeciwko Lunie, na kołach Un plan contra Luna, sobre ruedas                                       | 26 kwietnia 2017 (Argentyna) 27 kwietnia 2017 (Hiszpania)     | 27 września 2017     |
| 89                                                  | Zepsuta kamera, na kołach Una cámara rota, sobre ruedas                                                 | 27 kwietnia 2017 (Argentyna) 1 maja 2017 (Hiszpania)          | 28 września 2017     |
| 90                                                  | Bal kostiumowy, na kołach Una fiesta de fisfraces, sobre ruedas                                         | 28 kwietnia 2017 (Argentyna) 2 maja 2017 (Hiszpania)          | 29 września 2017     |
| 91                                                  | Pożar na torze, na kołach Un incendio en la pista, sobre ruedas                                         | 1 maja 2017 (Argentyna) 3 maja 2017 (Hiszpania)               | 2 października 2017  |
| 92                                                  | Sekrety z przeszłości, na kołach Secretos del pasado, sobre ruedas                                      | 2 maja 2017 (Argentyna) 4 maja 2017 (Hiszpania)               | 3 października 2017  |
| 93                                                  | Iluzja, na kołach Una ilusión, sobre ruedas                                                             | 3 maja 2017 (Argentyna) 8 maja 2017 (Hiszpania)               | 4 października 2017  |
| 94                                                  | Pomoc, na kołach Una ayuda, sobre ruedas                                                                | 4 maja 2017 (Argentyna) 9 maja 2017 (Hiszpania)               | 5 października 2017  |
| 95                                                  | Plan dla Rollera, na kołach Un plan para el Roller, sobre ruedas                                        | 5 maja 2017 (Argentyna) 10 maja 2017 (Hiszpania)              | 6 października 2017  |
| 96                                                  | Ámbar to Sol Benson?, na kołach Ámbar es Sol Benson?, sobre ruedas                                      | 8 maja 2017 (Argentyna) 11 maja 2017 (Hiszpania)              | 9 października 2017  |
| 97                                                  | Roller będzie zamknięty?, na kołach El Roller va a cerrar?, sobre ruedas                                | 9 maja 2017 (Argentyna) 15 maja 2017 (Hiszpania)              | 10 października 2017 |
| 98                                                  | Złamane nadzieje, na kołach Las esperanzas se rompen, sobre ruedas                                      | 10 maja 2017 (Argentyna) 16 maja 2017 (Hiszpania)             | 11 października 2017 |
| 99                                                  | Nowa nadzieja, na kołach Una nueva esperanza, sobre ruedas                                              | 11 maja 2017 (Argentyna) 17 maja 2017 (Hiszpania)             | 12 października 2017 |
| 100                                                 | Żegnaj, Roller, na kołach Adiós Roller, sobre ruedas                                                    | 12 maja 2017 (Argentyna) 18 maja 2017 (Hiszpania)             | 13 października 2017 |
| 101                                                 | Odkryta prawda?, na kołach Descubren la verdad?, sobre ruedas                                           | 15 maja 2017 (Argentyna) 22 maja 2017 (Hiszpania)             | 13 listopada 2017    |
| 102                                                 | Roller nie zostanie zamknięty, na kołach El Roller no se cerrará, sobre ruedas                          | 16 maja 2017 (Argentyna) 23 maja 2017 (Hiszpania)             | 14 listopada 2017    |
| 103                                                 | Zazdrość, na kołach Celos, sobre ruedas                                                                 | 17 maja 2017 (Argentyna) 24 maja 2017 (Hiszpania)             | 15 listopada 2017    |
| 104                                                 | Nowa trenerka, na kołach Una nueva entrenadora, sobre ruedas                                            | 18 maja 2017 (Argentyna) 25 maja 2017 (Hiszpania)             | 16 listopada 2017    |
| 105                                                 | Nagranie z choreografią, na kołach La grabación de la coreografía, sobre ruedas                         | 19 maja 2017 (Argentyna) 29 maja 2017 (Hiszpania)             | 17 listopada 2017    |
| 106                                                 | Łzy i przeprosiny, na kołach Lágrimas y disculpas, sobre ruedas                                         | 22 maja 2017 (Argentyna) 30 maja 2017 (Hiszpania)             | 20 listopada 2017    |
| 107                                                 | Przeprosiny, na kołach Una disculpa, sobre ruedas                                                       | 23 maja 2017 (Argentyna) 31 maja 2017 (Hiszpania)             | 21 listopada 2017    |
| 108                                                 | Nowa miłość?, na kołach Un nuevo amor?, sobre ruedas                                                    | 24 maja 2017 (Argentyna) 1 czerwca 2017 (Hiszpania)           | 22 listopada 2017    |
| 109                                                 | Matteo zostawia adrenalinę, na kołach Matteo se va de los adrenaline, sobre ruedas                      | 25 maja 2017 (Argentyna) 5 czerwca 2017 (Hiszpania)           | 23 listopada 2017    |
| 110                                                 | Kłamstwa, na kołach Mentiras, sobre ruedas                                                              | 26 maja 2017 (Argentyna) 6 czerwca 2017 (Hiszpania)           | 24 listopada 2017    |
| 111                                                 | Kłótnia, na kołach Una pelea, sobre ruedas                                                              | 29 maja 2017 (Argentyna) 7 czerwca 2017 (Hiszpania)           | 27 listopada 2017    |
| 112                                                 | Matteo chce wrócić do Luny?, na kołach Matteo quiere volver con Luna?, sobre ruedas                     | 30 maja 2017 (Argentyna) 8 czerwca 2017 (Hiszpania)           | 28 listopada 2017    |
| 113                                                 | Wiadomość, na kołach Un mensaje, sobre ruedas                                                           | 31 maja 2017 (Argentyna) 12 czerwca 2017 (Hiszpania)          | 29 listopada 2017    |
| 114                                                 | Chcę wrócić do zespołu, na kołach Quiero volver al equipo, sobre ruedas                                 | 1 czerwca 2017 (Argentyna) 13 czerwca 2017 (Hiszpania)        | 30 listopada 2017    |
| 115                                                 | Prawda jest blisko, na kołach La verdad está cerca, sobre ruedas                                        | 2 czerwca 2017 (Argentyna) 14 czerwca 2017 (Hiszpania)        | 1 grudnia 2017       |
| 116                                                 | Powrót zespołu Rollera, na kołach El regreso del equipo del Roller, sobre ruedas                        | 5 czerwca 2017 (Argentyna) 15 czerwca 2017 (Hiszpania)        | 4 grudnia 2017       |
| 117                                                 | Nowa para, na kołach Una nueva pareja, sobre ruedas                                                     | 6 czerwca 2017 (Argentyna) 19 czerwca 2017 (Hiszpania)        | 5 grudnia 2017       |
| 118                                                 | Kto idzie?, na kołach Quién se va?, sobre ruedas                                                        | 7 czerwca 2017 (Argentyna) 20 czerwca 2017 (Hiszpania)        | 6 grudnia 2017       |
| 119                                                 | Oświadczenie miłości, na kołach Una declaración amorosa, sobre ruedas                                   | 8 czerwca 2017 (Argentyna) 21 czerwca 2017 (Hiszpania)        | 7 grudnia 2017       |
| 120                                                 | Wypadek, na kołach (Część 1) Un accidente, sobre ruedas (Parte 1)                                       | 9 czerwca 2017 (Argentyna) 22 czerwca 2017 (Hiszpania)        | 8 grudnia 2017       |
| Część II: Un nuevo comienzo (Nowy początek)         | |                                                               |                      |
| 121                                                 | Wypadek, na kołach (Część 2) Un accidente, sobre ruedas (Parte 2)                                       | 7 sierpnia 2017 (Argentyna) 2 października 2017 (Hiszpania)   | 22 stycznia 2018     |
| 122                                                 | Medalion, na kołach Una medallita, sobre ruedas                                                         | 8 sierpnia 2017 (Argentyna) 3 października 2017 (Hiszpania)   | 23 stycznia 2018     |
| 123                                                 | Bliżej prawdy, na kołach Más cerca de la verdad, sobre ruedas                                           | 9 sierpnia 2017 (Argentyna) 4 października 2017 (Hiszpania)   | 24 stycznia 2018     |
| 124                                                 | List, na kołach Una carta, sobre ruedas                                                                 | 10 sierpnia 2017 (Argentyna) 5 października 2017 (Hiszpania)  | 25 stycznia 2018     |
| 125                                                 | Open Music z okazją, na kołach (Część 1) Un Open Music de oportunidad, sobre ruedas (Parte 1)           | 11 sierpnia 2017 (Argentyna) 6 października 2017 (Hiszpania)  | 26 stycznia 2018     |
| 126                                                 | Open Music z okazją, na kołach (Część 2) Un Open Music de oportunidad, sobre ruedas (Parte 2)           | 14 sierpnia 2017 (Argentyna) 9 października 2017 (Hiszpania)  | 29 stycznia 2018     |
| 127                                                 | Głosowanie konkursu, na kołach Las votaciones del concurso, sobre ruedas                                | 15 sierpnia 2017 (Argentyna) 10 października 2017 (Hiszpania) | 30 stycznia 2018     |
| 128                                                 | Walka o Simóna, na kołach La lucha por Simón, sobre ruedas                                              | 16 sierpnia 2017 (Argentyna) 11 października 2017 (Hiszpania) | 31 stycznia 2018     |
| 129                                                 | Mój chłopak czy mój najlepszy przyjaciel?, na kołach Mi novio o mi mejor amigo?, sobre ruedas           | 17 sierpnia 2017 (Argentyna) 16 października 2017 (Hiszpania) | 1 lutego 2018        |
| 130                                                 | Impreza galowa, na kołach (Część 1) La fiesta de gala, sobre ruedas (Parte 1)                           | 18 sierpnia 2017 (Argentyna) 17 października 2017 (Hiszpania) | 2 lutego 2018        |
| 131                                                 | Impreza galowa, na kołach (Część 2) La fiesta de gala, sobre ruedas (Parte 2)                           | 21 sierpnia 2017 (Argentyna) 18 października 2017 (Hiszpania) | 5 lutego 2018        |
| 132                                                 | Kim jestem?, na kołach Quién soy yo?, sobre ruedas                                                      | 22 sierpnia 2017 (Argentyna) 19 października 2017 (Hiszpania) | 6 lutego 2018        |
| 133                                                 | Sekrety i kłamstwa, na kołach Secretos y mentiras, sobre ruedas                                         | 23 sierpnia 2017 (Argentyna) 20 października 2017 (Hiszpania) | 7 lutego 2018        |
| 134                                                 | Przybycia i spotkania, na kołach Llegadas y reencuentros, sobre ruedas                                  | 24 sierpnia 2017 (Argentyna) 23 października 2017 (Hiszpania) | 8 lutego 2018        |
| 135                                                 | Prawdziwa Juliana, na kołach La verdadera Juliana, sobre ruedas                                         | 25 sierpnia 2017 (Argentyna) 24 października 2017 (Hiszpania) | 9 lutego 2018        |
| 136                                                 | Coś dziwnego, na kołach Algo raro, sobre ruedas                                                         | 28 sierpnia 2017 (Argentyna) 25 października 2017 (Hiszpania) | 12 lutego 2018       |
| 137                                                 | Fałszywy romans, na kołach Un falso romance, sobre ruedas                                               | 29 sierpnia 2017 (Argentyna) 26 października 2017 (Hiszpania) | 13 lutego 2018       |
| 138                                                 | Gość specjalny, na kołach Una invitada especial, sobre ruedas                                           | 30 sierpnia 2017 (Argentyna) 27 października 2017 (Hiszpania) | 14 lutego 2018       |
| 139                                                 | Wideo, na kołach Un vídeo, sobre ruedas                                                                 | 31 sierpnia 2017 (Argentyna) 30 października 2017 (Hiszpania) | 15 lutego 2018       |
| 140                                                 | Konkurs, na kołach La competencia, sobre ruedas                                                         | 1 września 2017 (Argentyna) 31 października 2017 (Hiszpania)  | 16 lutego 2018       |
| 141                                                 | Sekrety rodziny Bensonów, na kołach Secretos de la família Benson, sobre ruedas                         | 4 września 2017 (Argentyna) 2 listopada 2017 (Hiszpania)      | 19 marca 2018        |
| 142                                                 | Koniec Lutteo, na kołach El fin de Lutteo, sobre ruedas                                                 | 5 września 2017 (Argentyna) 3 listopada 2017 (Hiszpania)      | 20 marca 2018        |
| 143                                                 | Winny, na kołach Un culpable, sobre ruedas                                                              | 6 września 2017 (Argentyna) 6 listopada 2017 (Hiszpania)      | 21 marca 2018        |
| 144                                                 | Dochodzenie, na kołach Una investigación, sobre ruedas                                                  | 7 września 2017 (Argentyna) 7 listopada 2017 (Hiszpania)      | 22 marca 2018        |
| 145                                                 | Specjalna propozycja, na kołach Una propuesta especial, sobre ruedas                                    | 8 września 2017 (Argentyna) 8 listopada 2017 (Hiszpania)      | 23 marca 2018        |
| 146                                                 | Zazdrosny Matteo, na kołach Matteo celoso, sobre ruedas                                                 | 11 września 2017 (Argentyna) 9 listopada 2017 (Hiszpania)     | 26 marca 2018        |
| 147                                                 | Coś więcej niż przyjaźń?, na kołach Algo más que amigos?, sobre ruedas                                  | 12 września 2017 (Argentyna) 10 listopada 2017 (Hiszpania)    | 27 marca 2018        |
| 148                                                 | Ukryta wiadomość, na kołach Mensaje oculto, sobre ruedas                                                | 13 września 2017 (Argentyna) 13 listopada 2017 (Hiszpania)    | 28 marca 2018        |
| 149                                                 | Blisko prawdy, na kołach Cerca de la verdad, sobre ruedas                                               | 14 września 2017 (Argentyna) 14 listopada 2017 (Hiszpania)    | 29 marca 2018        |
| 150                                                 | Moja prawdziwa tożsamość?, na kołach Mi verdadera identidad?, sobre ruedas                              | 15 września 2017 (Argentyna) 15 listopada 2017 (Hiszpania)    | 30 marca 2018        |
| 151                                                 | Gdzie jest Sol Benson?, na kołach Dónde está Sol Benson?, sobre ruedas                                  | 18 września 2017 (Argentyna) 16 listopada 2017 (Hiszpania)    | 23 kwietnia 2018     |
| 152                                                 | Czekając na odpowiedź, na kołach Esperando una respuesta, sobre ruedas                                  | 19 września 2017 (Argentyna) 17 listopada 2017 (Hiszpania)    | 24 kwietnia 2018     |
| 153                                                 | Ámbar jest nakryta, na kołach Ámbar es descubierta, sobre ruedas                                        | 20 września 2017 (Argentyna) 20 listopada 2017 (Hiszpania)    | 25 kwietnia 2018     |
| 154                                                 | Chwila wyznań, na kołach Un momento de confesiones, sobre ruedas                                        | 21 września 2017 (Argentyna) 21 listopada 2017 (Hiszpania)    | 26 kwietnia 2018     |
| 155                                                 | To coś więcej niż sen, na kołach Mucho más que un sueño, sobre ruedas                                   | 22 września 2017 (Argentyna) 22 listopada 2017 (Hiszpania)    | 27 kwietnia 2018     |
| 156                                                 | Szpiegostwo, pułapki i więcej problemów, na kołach Espionaje, trampas y más problemas, sobre ruedas     | 25 września 2017 (Argentyna) 23 listopada 2017 (Hiszpania)    | 30 kwietnia 2018     |
| 157                                                 | Sekret nie tak tajny, na kołach Un secreto no tan secreto, sobre ruedas                                 | 26 września 2017 (Argentyna) 24 listopada 2017 (Hiszpania)    | 1 maja 2018          |
| 158                                                 | Wycieczka do Cancún, na kołach Un viaje a Cancún, sobre ruedas                                          | 27 września 2017 (Argentyna) 27 listopada 2017 (Hiszpania)    | 2 maja 2018          |
| 159                                                 | Finał Rodafest w Meksyku, na kołach (Część 1) La final de la Rodafest en México, sobre ruedas (Parte 1) | 28 września 2017 (Argentyna) 28 listopada 2017 (Hiszpania)    | 3 maja 2018          |
| 160                                                 | Finał Rodafest w Meksyku, na kołach (Część 2) La final de la Rodafest en México, sobre ruedas (Parte 2) | 29 września 2017 (Argentyna) 29 listopada 2017 (Hiszpania)    | 4 maja 2018          |

### Sezon 3 (2018)
| Nr                                                       | Tytuł                                                                                            | Premiera                                                  | Premiera w Polsce    |
| Część I: Una vuelta más (Jeden obrót więcej)             |                                                                                                  |                                                           |                      |
| -------------------------------------------------------- | ------------------------------------------------------------------------------------------------ | --------------------------------------------------------- | -------------------- |
| 161                                                      | Powrót, na kołach El regreso, sobre ruedas                                                       | 16 kwietnia 2018 (Argentyna) 25 czerwca 2018 (Hiszpania)  | 29 października 2018 |
| 162                                                      | Przyjęcie w rezydencji, na kołach Una fiesta en la mansión, sobre ruedas                         | 17 kwietnia 2018 (Argentyna) 26 czerwca 2018 (Hiszpania)  | 30 października 2018 |
| 163                                                      | Red Sharks, na kołach Los Red Sharks, sobre ruedas                                               | 18 kwietnia 2018 (Argentyna) 27 czerwca 2018 (Hiszpania)  | 31 października 2018 |
| 164                                                      | Propozycja Gary’ego, na kołach Una propuesta de Gary, sobre ruedas                               | 19 kwietnia 2018 (Argentyna) 28 czerwca 2018 (Hiszpania)  | 1 listopada 2018     |
| 165                                                      | Tajemniczy wrotkarz, na kołach Un patinador misterioso, sobre ruedas                             | 20 kwietnia 2018 (Argentyna) 29 czerwca 2018 (Hiszpania)  | 2 listopada 2018     |
| 166                                                      | Zdrada, na kołach Una traición, sobre ruedas                                                     | 23 kwietnia 2018 (Argentyna) 2 lipca 2018 (Hiszpania)     | 6 listopada 2018     |
| 167                                                      | Matteo odchodzi z Rollera?, na kołach Matteo se va del Roller?, sobre ruedas                     | 24 kwietnia 2018 (Argentyna) 3 lipca 2018 (Hiszpania)     | 7 listopada 2018     |
| 168                                                      | Powrót Sharon, na kołach El regreso de Sharon, sobre ruedas                                      | 25 kwietnia 2018 (Argentyna) 4 lipca 2018 (Hiszpania)     | 8 listopada 2018     |
| 169                                                      | Tajemniczy pokój, na kołach Una habitación misteriosa, sobre ruedas                              | 26 kwietnia 2018 (Argentyna) 5 lipca 2018 (Hiszpania)     | 9 listopada 2018     |
| 170                                                      | Zamieszanie uczuć, na kołach Una confusión de sentimientos, sobre ruedas                         | 27 kwietnia 2018 (Argentyna) 6 lipca 2018 (Hiszpania)     | 12 listopada 2018    |
| 171                                                      | Koniec Gastiny, na kołach El fin de Gastina, sobre ruedas                                        | 30 kwietnia 2018 (Argentyna) 9 lipca 2018 (Hiszpania)     | 13 listopada 2018    |
| 172                                                      | Szpieg, na kołach Un espía, sobre ruedas                                                         | 1 maja 2018 (Argentyna) 10 lipca 2018 (Hiszpania)         | 14 listopada 2018    |
| 173                                                      | Tajne szkolenie, na kołach Un entrenamiento secreto, sobre ruedas                                | 2 maja 2018 (Argentyna) 11 lipca 2018 (Hiszpania)         | 15 listopada 2018    |
| 174                                                      | Zamknięci, na kołach Encerrados, sobre ruedas                                                    | 3 maja 2018 (Argentyna) 12 lipca 2018 (Hiszpania)         | 16 listopada 2018    |
| 175                                                      | Usunięty wideoklip, na kołach Un videoclip borrado, sobre ruedas                                 | 4 maja 2018 (Argentyna) 13 lipca 2018 (Hiszpania)         | 19 listopada 2018    |
| 176                                                      | Odkrywcze wideo, na kołach Un vídeo revelador, sobre ruedas                                      | 7 maja 2018 (Argentyna) 16 lipca 2018 (Hiszpania)         | 20 listopada 2018    |
| 177                                                      | Gary odkrywa prawdę, na kołach Gary descubre la verdad, sobre ruedas                             | 8 maja 2018 (Argentyna) 17 lipca 2018 (Hiszpania)         | 21 listopada 2018    |
| 178                                                      | Zwolnienie Juliany, na kołach El despido de Juliana, sobre ruedas                                | 9 maja 2018 (Argentyna) 18 lipca 2018 (Hiszpania)         | 22 listopada 2018    |
| 179                                                      | Uścisk, na kołach Un abrazo, sobre ruedas                                                        | 10 maja 2018 (Argentyna) 19 lipca 2018 (Hiszpania)        | 23 listopada 2018    |
| 180                                                      | Pojedynek, na kołach Un duelo, sobre ruedas                                                      | 11 maja 2018 (Argentyna) 20 lipca 2018 (Hiszpania)        | 7 stycznia 2019      |
| 181                                                      | Fałszywy związek, na kołach Una falsa relación, sobre ruedas                                     | 14 maja 2018 (Argentyna) 23 lipca 2018 (Hiszpania)        | 8 stycznia 2019      |
| 182                                                      | Goście specjalni, na kołach Invitadas especiales, sobre ruedas                                   | 15 maja 2018 (Argentyna) 24 lipca 2018 (Hiszpania)        | 9 stycznia 2019      |
| 183                                                      | Przygotowania do Open Music, na kołach Los preparativos del Open Music, sobre ruedas             | 16 maja 2018 (Argentyna) 25 lipca 2018 (Hiszpania)        | 10 stycznia 2019     |
| 184                                                      | Obraz, na kołach Un cuadro, sobre ruedas                                                         | 17 maja 2018 (Argentyna) 26 lipca 2018 (Hiszpania)        | 11 stycznia 2019     |
| 185                                                      | Open Music w rezydencji, na kołach (Część 1) Un Open Music en la mansión, sobre ruedas (Parte 1) | 18 maja 2018 (Argentyna) 27 lipca 2018 (Hiszpania)        | 14 stycznia 2019     |
| 186                                                      | Open Music w rezydencji, na kołach (Część 2) Un Open Music en la mansión, sobre ruedas (Parte 2) | 21 maja 2018 (Argentyna) 30 lipca 2018 (Hiszpania)        | 15 stycznia 2019     |
| 187                                                      | Brakujący obraz, na kołach Un cuadro desaparecido, sobre ruedas                                  | 22 maja 2018 (Argentyna) 31 lipca 2018 (Hiszpania)        | 16 stycznia 2019     |
| 188                                                      | Aukcja w rezydencji, na kołach Una subasta en la mansión, sobre ruedas                           | 23 maja 2018 (Argentyna) 1 sierpnia 2018 (Hiszpania)      | 17 stycznia 2019     |
| 189                                                      | Festiwal Red Sharks, na kołach (Część 1) Red Sharks Festival, sobre ruedas (Parte 1)             | 24 maja 2018 (Argentyna) 2 sierpnia 2018 (Hiszpania)      | 18 stycznia 2019     |
| 190                                                      | Festiwal Red Sharks, na kołach (Część 2) Red Sharks Festival, sobre ruedas (Parte 2)             | 25 maja 2018 (Argentyna) 3 sierpnia 2018 (Hiszpania)      | 21 stycznia 2019     |
| Część II: Todo puede cambiar (Wszystko może się zmienić) |                                                                                                  |                                                           |                      |
| 191                                                      | Wypadek Matteo, na kołach El accidente de Matteo, sobre ruedas                                   | 9 lipca 2018 (Argentyna) 6 sierpnia 2018 (Hiszpania)      | 22 stycznia 2019     |
| 192                                                      | Aresztowanie, na kołach Un arresto, sobre ruedas                                                 | 10 lipca 2018 (Argentyna) 7 sierpnia 2018 (Hiszpania)     | 23 stycznia 2019     |
| 193                                                      | Amnezja, na kołach Amnésia, sobre ruedas                                                         | 11 lipca 2018 (Argentyna) 8 sierpnia 2018 (Hiszpania)     | 24 stycznia 2019     |
| 194                                                      | Żegnaj, Red Sharks?, na kołach Adiós Red Sharks?, sobre ruedas                                   | 12 lipca 2018 (Argentyna) 9 sierpnia 2018 (Hiszpania)     | 25 stycznia 2019     |
| 195                                                      | Skomplikowana propozycja, na kołach Una propuesta complicada, sobre ruedas                       | 13 lipca 2018 (Argentyna) 10 sierpnia 2018 (Hiszpania)    | 28 stycznia 2019     |
| 196                                                      | Nowy dom dla Roller Bandu, na kołach Una nueva casa para la Roller Band, sobre ruedas            | 16 lipca 2018 (Argentyna) 13 sierpnia 2018 (Hiszpania)    | 29 stycznia 2019     |
| 197                                                      | Witamy, Michel, na kołach Bienvenido Michel, sobre ruedas                                        | 17 lipca 2018 (Argentyna) 14 sierpnia 2018 (Hiszpania)    | 30 stycznia 2019     |
| 198                                                      | Podejrzany, na kołach Un sospechoso, sobre ruedas                                                | 18 lipca 2018 (Argentyna) 15 sierpnia 2018 (Hiszpania)    | 31 stycznia 2019     |
| 199                                                      | Nowa kierowniczka Rollera, na kołach Una nueva responsable del Roller, sobre ruedas              | 19 lipca 2018 (Argentyna) 16 sierpnia 2018 (Hiszpania)    | 1 lutego 2019        |
| 200                                                      | Flash-Open, na kołach Un Flash-Open, sobre ruedas                                                | 20 lipca 2018 (Argentyna) 17 sierpnia 2018 (Hiszpania)    | 4 marca 2019         |
| 201                                                      | Nowa miłość?, na kołach Un nuevo amor?, sobre ruedas                                             | 23 lipca 2018 (Argentyna) 20 sierpnia 2018 (Hiszpania)    | 5 marca 2019         |
| 202                                                      | Fałszywy numer telefonu, na kołach Un falso numero de teléfono, sobre ruedas                     | 24 lipca 2018 (Argentyna) 21 sierpnia 2018 (Hiszpania)    | 6 marca 2019         |
| 203                                                      | Fałszywa tożsamość, na kołach Una falsa identidad, sobre ruedas                                  | 25 lipca 2018 (Argentyna) 22 sierpnia 2018 (Hiszpania)    | 7 marca 2019         |
| 204                                                      | Nowa tożsamość Sharon, na kołach La nueva identidad de Sharon, sobre ruedas                      | 26 lipca 2018 (Argentyna) 23 sierpnia 2018 (Hiszpania)    | 8 marca 2019         |
| 205                                                      | Matteo albo Michel?, na kołach Matteo o Michel?, sobre ruedas                                    | 27 lipca 2018 (Argentyna) 24 sierpnia 2018 (Hiszpania)    | 11 marca 2019        |
| 206                                                      | Zakłopotani zakochani, na kołach Amores confundidos, sobre ruedas                                | 30 lipca 2018 (Argentyna) 27 sierpnia 2018 (Hiszpania)    | 12 marca 2019        |
| 207                                                      | Nieoczekiwany pocałunek, na kołach Un beso inesperado, sobre ruedas                              | 31 lipca 2018 (Argentyna) 28 sierpnia 2018 (Hiszpania)    | 13 marca 2019        |
| 208                                                      | Nadchodzi konkurencja, na kołach La competencia se acerca, sobre ruedas                          | 1 sierpnia 2018 (Argentyna) 29 sierpnia 2018 (Hiszpania)  | 14 marca 2019        |
| 209                                                      | Wybory, na kołach Una elección, sobre ruedas                                                     | 2 sierpnia 2018 (Argentyna) 30 sierpnia 2018 (Hiszpania)  | 15 marca 2019        |
| 210                                                      | Meksykańskie przyjęcie, na kołach Una fiesta mexicana, sobre ruedas                              | 3 sierpnia 2018 (Argentyna) 31 sierpnia 2018 (Hiszpania)  | 18 marca 2019        |
| 211                                                      | Wątpliwość, na kołach Una duda, sobre ruedas                                                     | 6 sierpnia 2018 (Argentyna) 3 września 2018 (Hiszpania)   | 19 marca 2019        |
| 212                                                      | Zagubiony pierścionek, na kołach Un anillo perdido, sobre ruedas                                 | 7 sierpnia 2018 (Argentyna) 4 września 2018 (Hiszpania)   | 20 marca 2019        |
| 213                                                      | Ámbar wraca do zespołu, na kołach Ámbar regresa al equípo, sobre ruedas                          | 8 sierpnia 2018 (Argentyna) 5 września 2018 (Hiszpania)   | 21 marca 2019        |
| 214                                                      | Wspólnik, na kołach Un cómplice, sobre ruedas                                                    | 9 sierpnia 2018 (Argentyna) 6 września 2018 (Hiszpania)   | 22 marca 2019        |
| 215                                                      | Sekrety zaczynają się ujawniać, na kołach Los secretos empiezan a revelarse, sobre ruedas        | 10 sierpnia 2018 (Argentyna) 7 września 2018 (Hiszpania)  | 25 marca 2019        |
| 216                                                      | Nowy krok, na kołach Un nuevo paso, sobre ruedas                                                 | 13 sierpnia 2018 (Argentyna) 10 września 2018 (Hiszpania) | 26 marca 2019        |
| 217                                                      | Zła wiadomość, na kołach Una mala noticia, sobre ruedas                                          | 14 sierpnia 2018 (Argentyna) 11 września 2018 (Hiszpania) | 27 marca 2019        |
| 218                                                      | Pomysł, na kołach Una idea, sobre ruedas                                                         | 15 sierpnia 2018 (Argentyna) 12 września 2018 (Hiszpania) | 28 marca 2019        |
| 219                                                      | Ogień, na kołach Un incendio, sobre ruedas                                                       | 16 sierpnia 2018 (Argentyna) 13 września 2018 (Hiszpania) | 29 marca 2019        |
| 220                                                      | Jazda na wrotkach po raz ostatni Patinamos por una última vez                                    | 17 sierpnia 2018 (Argentyna) 14 września 2018 (Hiszpania) | 1 kwietnia 2019      |

## Film Koncertowy
10 grudnia 2017 roku odbyła się premiera filmu koncertowego "Soy Luna en Concierto - México". Film przedstawia koncert obsady serialu w Meksyku podczas trasy koncertowej "Soy Luna en Concierto".

## Trasy koncertowe
Soy Luna en Concierto (2017)
Trasa została potwierdzona 25 września 2016 roku w wywiadzie telewizyjnym który udzieliła Karol Sevilla. Trasa rozpoczęła się 24 marca 2017 w Buenos Aires, a skończyła się 30    września tego samego roku w São Paulo (tour obejmował wyłącznie Amerykę Łacińską).
Soy Luna LIVE (2018)
Tour po Europie został potwierdzony w listopadzie 2017 roku. Rozpoczął się 5 stycznia 2018 roku w Barcelonie, a skończył się 9 kwietnia tego samego roku w Brukseli.
Soy Luna en vivo (2018)
Trzecia trasa koncertowa obejmująca Amerykę Łacińską rozpoczęła się 15 czerwca 2018 roku w Buenos Aires, a zakończyła się 19 listopada w tym samym mieście i tego samego roku.

## Film dokumentalny
17 sierpnia 2018 roku miał premierę film dokumentalny "Soy Luna. The Journey" opowiadający o nagrywaniu serialu oraz o wspomnieniach obsady z serialem.
Polska premiera filmu z tytułem "Soy Luna. Podróż" odbyła się 21 kwietnia 2019 roku na portalu YouTube.

## Dyskografia
| Rok  | Dane dot. albumu | Certyfikat                                      |
| ---- | --- | ----------------------------------------------- |
| 2016 | Soy Luna - Wydany: 26 lutego 2016 (Ameryka Łacińska), 13 maja 2016 (Polska) - Wytwórnia: Walt Disney Records - Dystrybucja PL: Universal Music Polska - Format: CD, digital download       | - Meksyk: platynowa płyta - Polska: złota płyta |
| 2016 | Música en ti - Wydany: 26 sierpnia 2016 (Ameryka Łacińska), 30 maja 2017 (Polska) - Wytwórnia: Walt Disney Records - Dystrybucja PL: Universal Music Polska - Format: CD, digital download |                                                 |
| 2017 | La vida es un sueño - Wydany: 3 marca 2017 (Ameryka Łacińska), 1 września 2017 (Polska) - Wytwórnia: Walt Disney Records - Format: CD, digital download                                    |                                                 |
| 2017 | Soy Luna - AtellaGali Remixes - Wydany: 6 października 2017 (Ameryka Łacińska, Europa) - Wytwórnia: Walt Disney Records - Format: CD, digital download                                     |                                                 |
| 2018 | Modo Amar - Wydany: 6 kwietnia 2018 (Ameryka Łacińska) - Wytwórnia: Walt Disney Records - Format: CD, digital download                                                                     |                                                 |